# 明池國家森林遊樂區

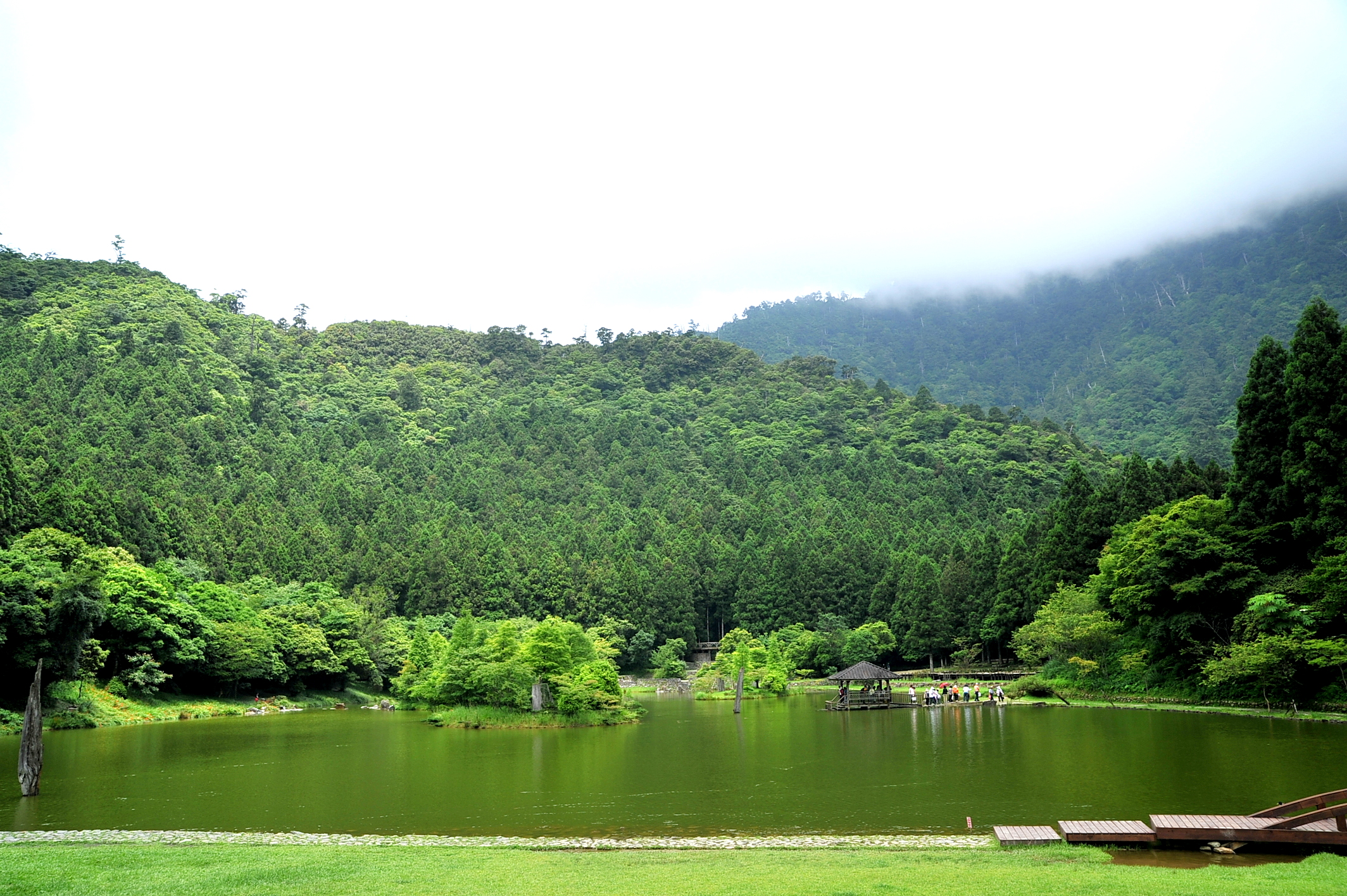
夏季的明池呈現綠意盎然自然景觀

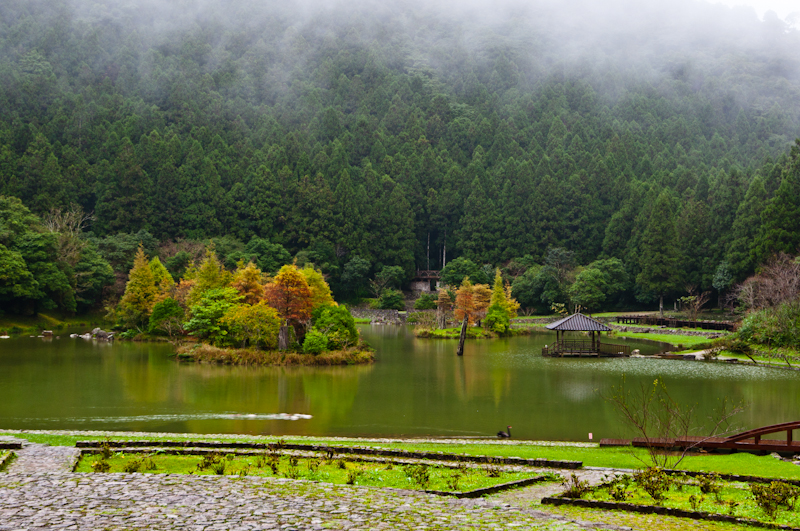
秋季的明池呈現色彩層次鮮明景觀

明池國家森林遊樂區常稱為明池，又名池端，位於台灣宜蘭縣大同鄉英士村，臨近北部橫貫公路（省道台7線）的一個國家森林遊樂區。原由國軍退除役官兵輔導委員會森林保育處管理，現委外由力麗集團旗下所成立的力麗明池公司負責營運。
遊樂區海拔約在1150至1700公尺間，設有苗圃、森林步道等設施。區內有豐富的森林景觀，並有鳥類、蝶類、松鼠、鴛鴦、綠頭鴨等動物棲息，為北橫公路上的重要景點。

## 外部連結
- 明池國家森林遊樂區官方網站 （页面存档备份，存于）
- 明池森林遊樂區 - 交通部觀光局 （页面存档备份，存于）
- 明池森林遊樂區 - 宜蘭旅遊網 （页面存档备份，存于）
- 明池國家森林遊樂區的Facebook專頁